# Friedrich Alexander Moritz
Johann Friedrich Alexander Moritz (* 25. März 1786 in Ansbach; † 10. November 1852 in Koblenz) war ein preußischer Offizier (Major) und Landrat im Kreis Zell.

## Leben
Friedrich Alexander Moritz war gemäß Ansbacher Heiratsurkunde seiner Eltern vom 9. September 1783, der Sohn des bayerischen Silberkämmerers und Schlossverwalters (Kastellans) Andreas Moritz (1752–1834) und dessen aus Nürnberg stammenden Ehefrau Maria geb. Appoldt (1753–1828). Nach dem Ende seines Schulbesuchs auf dem Gymnasium in Ansbach, arbeitete er zunächst für zwei Jahre als Protokoll- und Rechnungsführer beim Domänenamt. Hieran schloss sich eine Tätigkeit in der Ministerialkommission, bei der er mit der Aushandlung von Separatverträgen für Bayern betraut wurde. Im Jahre 1804 wechselte Moritz erst nach Berlin, dann in das Fränkische Ministerium und im Anschluss daran trat er in das Husarenregiment H 5 (Schwarze Husaren) ein.
Nach dem Besuch der Militärakademie, die im Jahr 1812 endete, wurde er zur Garde-Kavallerie versetzt und nahm im Rahmen der Befreiungskriege zwischen 1813 und 1815 als Soldat an Feldzügen der preußischen Armee teil. Am 6. April 1816 musste Moritz aufgrund gesundheitlicher Probleme, zuletzt im Rang eines Majors der Königlich Preußischen Armee, seinen Dienst beenden. Schon wenige Monate später wurde er am 27. August 1816 einem Ruf folgend, vereidigt und zum landrätlichen Kommissar im Landkreis Zell bestellt, dieser folgte am 16. Januar 1817 die offizielle Bestätigung zur Ernennung als Landrat. Damit war er als Nachfolger von Salentin von Cohausen der zweite Landrat im noch jungen Landkreis Zell, der erst im Jahr zuvor am 14. Mai 1816 als einer von 16 neuen Kreisen im Regierungsbezirk Koblenz veröffentlicht worden war.
Während seiner Amtszeit, bei dem es Moritz vornehmlich um die Errichtung „treuer, königlich-preußischer Verwaltungen in seinen ihm unterstellten Gemeinden ging“, fiel er nicht nur durch sein positives Engagement auf. Bekannt ist, dass er in nicht weniger als 7 Jahren mindestens 3 Amtsbürgermeister aus ihren Ämtern entlassen hatte. So traf es auch den zu dieser Zeit amtierenden Maire (Bürgermeister in Zell (Mosel) von 1803 bis 1818) und Certificateur (deut. Zertifizierung)-Notar Johannes Adams, den Moritz aufgrund angeblicher Amtsverfehlungen aus dem Amt entlassen hatte. In Wahrheit missfiel ihm jedoch die pro-französische Haltung des Bürgermeisters. Die Geschichte zog allerdings so weite Kreise, dass letzten Endes sogar der preußische Staatskanzler Hardenberg der Sache auf den Grund ging. Nachdem Hardenberg anlässlich eines Besuchs im Rheinland am 12. Januar 1818 vom Publizisten Joseph Görres eine „Adresse der Stadt Koblenz“ mit 5000 Unterschriften überreicht bekam, wollte der König (Friedrich Wilhelm III.) der die Unterschriftensammlung nicht hatte gestatten wollen, die Gemeinde an der Mosel kennenlernen, die die Unterschriften verweigert hatte, um sie öffentlich zu lobigen und ihnen ein Jahr Abgabefreiheit zu gewähren, der Landrat sollte gar mit dem Roten Adlerorden ausgezeichnet werden.
Hardenberg der Verdacht geschöpft hatte, stellte kurzfristig eigene Nachforschungen an, ignorierte einstweilen die Kabinettsbefehle seines Souveräns und identifizierte alsbald den Landrat, der die „strafwürdige“ Unterschriftenaktion nur deshalb angezeigt hatte, um damit dem Bürgermeister der Kreisstadt [Zell] aufgrund persönlicher Differenzen eins auszuwischen. Ferner unterstellte Hardenberg dem mit Auszeichnungen angedachten Landrat Moritz, einen „weit und breit mehr als üblen Ruf“ und war, wie die Koblenzer Regierung erklärte, „der schlechteste Verwaltungsbeamte im ganzen Regierungsbezirk Koblenz“.
Der nächste den Moritz aus dem Amt entfernen lassen wollte, war der Steuereinnehmer Peter Franz Maas, den er sogar hatte Anklagen lassen. Bei dem Prozess stellten sich die Anschuldigungen jedoch als haltlos heraus und der Steuereinnehmer musste daraufhin wieder eingestellt werden.
Einen weiteren Streit gab es noch mit dem Justizrath und Friedensrichter Peter Schumm aus Zell, dessen Ausgang allerdings nicht dokumentiert wurde. Jedoch bekam dieser im Gegensatz zu Moritz den Roten Adlerorden vierter Klasse verliehen.
Moritz dürften diese Geschichten und die Beurteilung seines Schaffens seitens Dritter kaum geschadet haben, da er sowohl mit König Friedrich Wilhelm III., dem Kronprinzen Friedrich Wilhelm IV. sowie dessen jüngerem Bruder Prinz Wilhelm I persönlich befreundet war. Die beiden Prinzen hatte der Landrat eher zufälligerweise bei einem Reitunfall im Berliner Lustgarten kennengelernt. Kronprinz Friedrich Wilhelm IV. besuchte mehrfach ab dem Jahr 1818 die Moselgegend und interessierte sich besonders für den Aussichtspunkt mit dem Namen „Pferdskopf“. Ein Jahr später 1819 besuchte er den Kurort Bad Bertrich, traf sich mit Moritz und beide besuchten gemeinsam den Pferdskopf, aus dem später zu Ehren des Prinzen, erst der Name „Prinzenhöhe“ und letztlich der bis heute erhaltenes Name „Prinzenkopf“ (Prinzenkopfturm) entstand. Letztmals trafen sich Prinz Wilhelm I. und Moritz im Jahre 1847 in dessen Wohnsitz im Schloss in Zell an der Mosel.
Nachdem es am Abend des 22. August 1848 in Zell (Mosel) zu einer Brandkatastrophe größten Ausmaßes gekommen war, bei welcher 152 Wohn- und Ökonomiegebäude zerstört wurden, organisierte Moritz sowohl staatliche als auch private Hilfeleistungen, um den Einwohnern in kürzester Zeit bestmögliche Unterstützung in ihrer Not zukommen zu lassen.
Nach 34 Jahren Dienst als preußischer Landrat, trat Moritz im Jahre 1851 seinen verdienten Ruhestand an. Im Herbst des folgenden Jahres verstarb er in Koblenz, als er seine Tochter besuchte.

## Marienburg

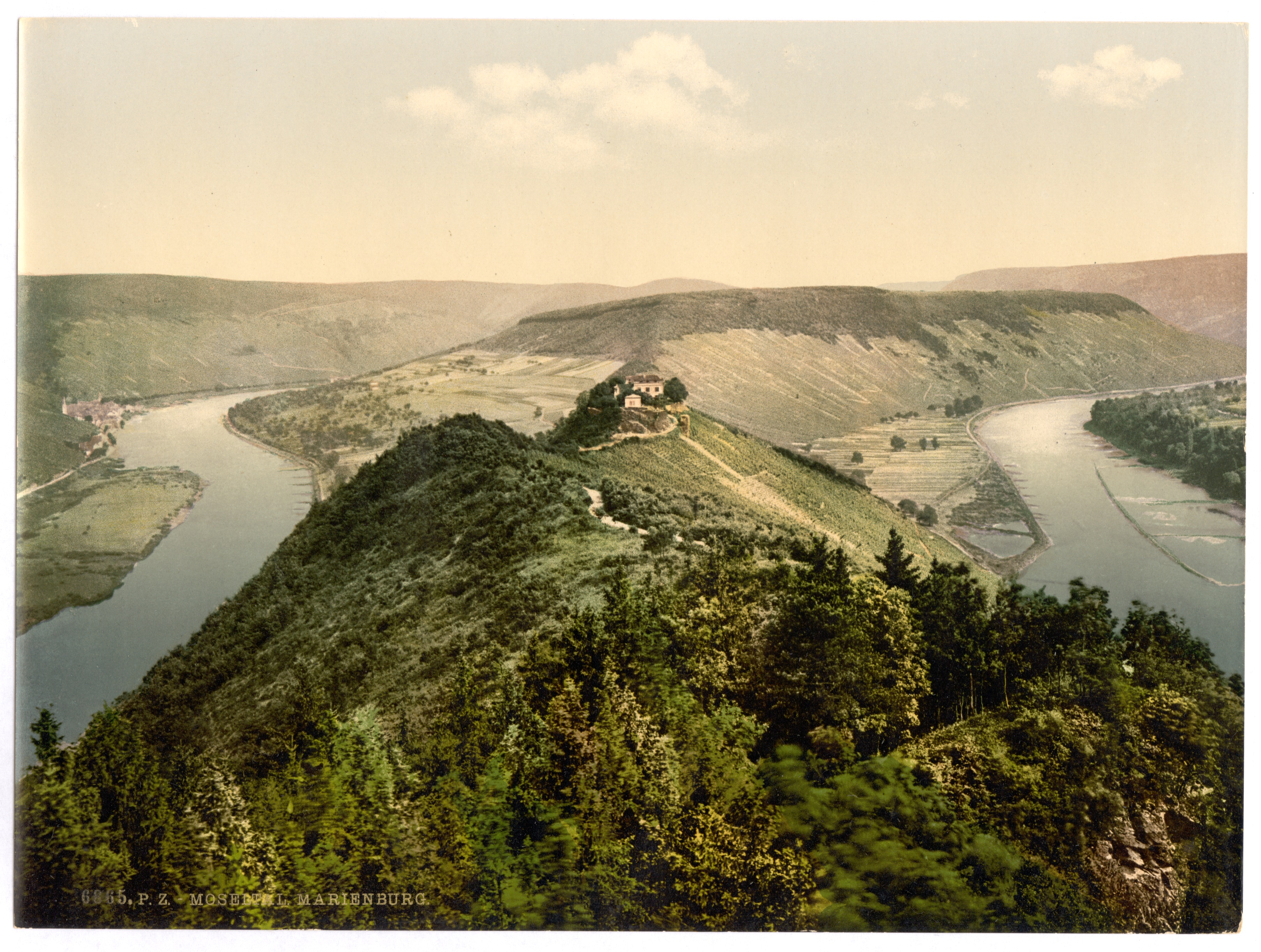
Marienburg um 1900

Als die Marienburg (Mosel) nach der Säkularisation am 8. September 1803 in den Besitz Frankreichs übergegangen war, erwarb sie erst der Wundarzt Jodokus Crossius aus Zell, dann Stephan Kallfelz aus Merl und im Jahre 1838 schließlich Landrat Moritz, Hüttenbesitzer Remy und der Sohn von Kallfelz die Ruine Marienburg samt Klostergarten und Anwesen.

## Moritzheim

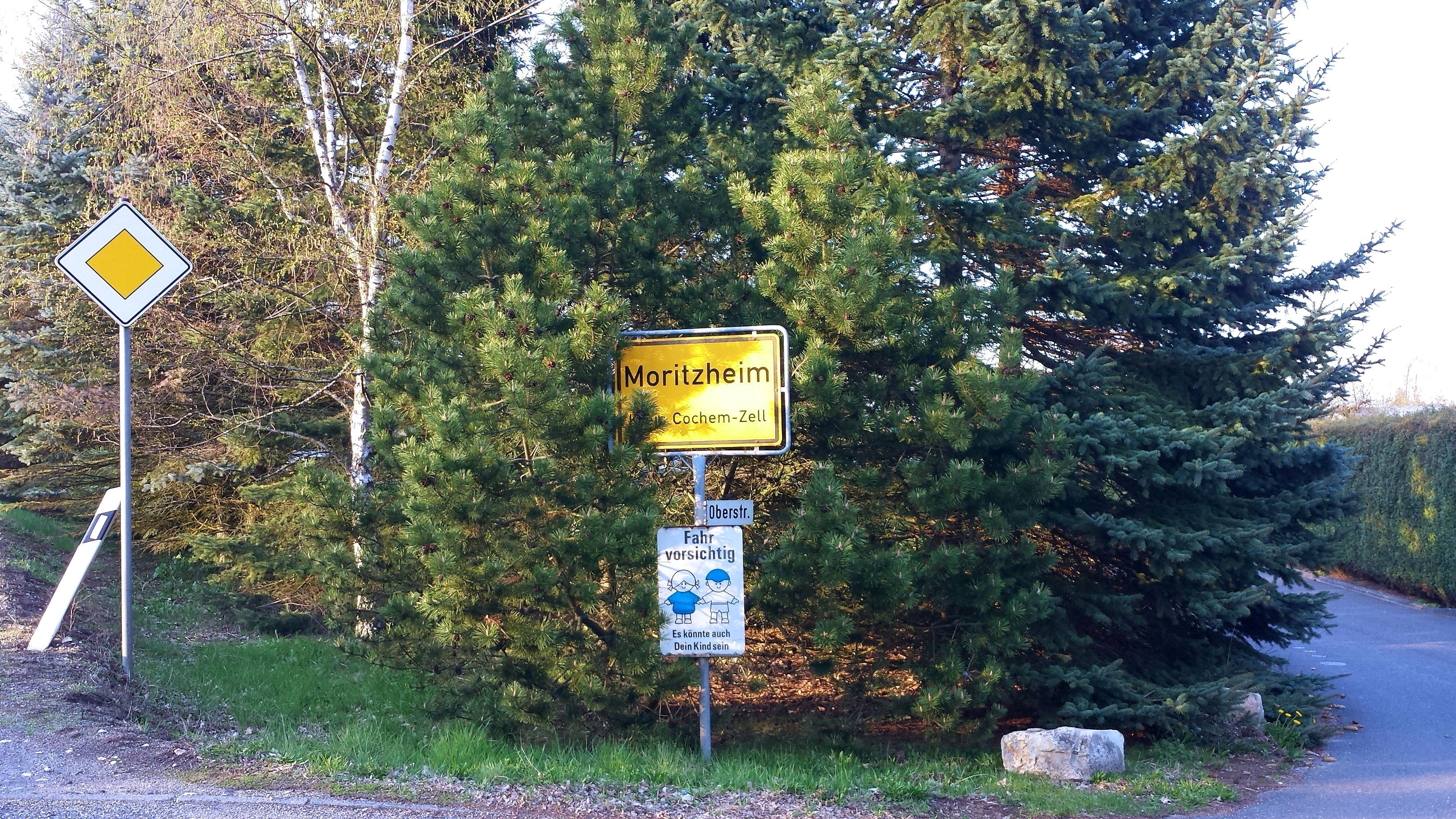
Moritzheim

Als es am 13. August 1839 in Senheim zu einer großen Brandkatastrophe gekommen war, bei der 106 Wohn- und 22 Kelterhäuser sowie 7 Scheunen abgebrannt waren und nicht wieder alle Familien Platz in Senheim finden konnten, ließ Landrat Moritz nach seinen Plänen auf dem Hunsrück in der Gemarkung Grenderich die „Kolonie“ Moritzheim gründen. Da Senheim hierfür eigens Gemeindegrund auf der nahen Moselanhöhe zur Verfügung gestellt hatte, nannte man die Siedlung zunächst noch Hoch-Senheim, später wurde der Ort jedoch zu Ehren des Landrats Moritz in Moritzheim umbenannt.

## Ehemalige Synagoge
Im Jahre 1849 verkaufte Landrat Moritz die oberen Stockwerke, im angrenzenden zum Zeller Schloss gehörenden Domestikengebäudes (Gesindehaus), für 300 Taler an die israelitische Gemeinde Briedel-Zell, vertreten durch Jacob Hirsch und Jacob Bermann aus Zell und Moses Hirsch aus Briedel. Die einzige Auflage gemäß Kaufvertrag war, dass eine ostseitige Eingangstüre zu etablieren sei, damit die Besucher der Synagoge und des Betsaals nicht durch den Hof des Schlosses zu gehen brauchten.

## Familie

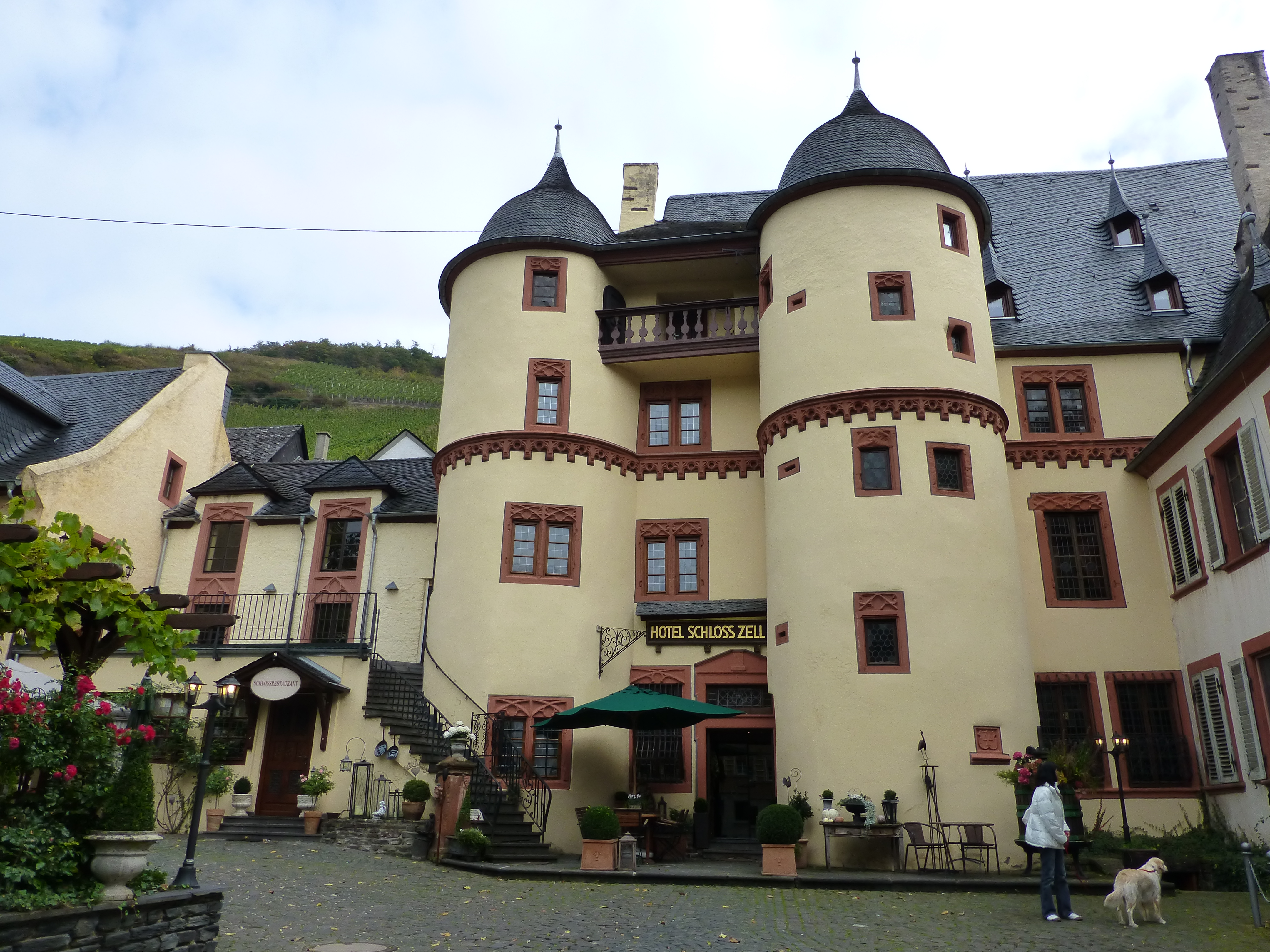
Schloss Zell (Mosel)

Moritz war seit dem 16. November 1819 mit der aus Trier stammenden Elisabeth geb. Courau (* 1796) verheiratet. Aus dieser Ehe gingen insgesamt 9 Kinder hervor. Die ersten Jahre lebte die Familie noch in Kaimt, später wohnten sie dann im Schloss von Zell.

## Ergänzendes
Johann Friedrich Moritz war gemäß einem Schreiben von König Friedrich Wilhelm III. an den Oberpräsidenten des Großherzogtums Niederrhein, Karl von Ingersleben vom 21. März 1818 „Regierungsbevollmächtigter in besonderen Angelegenheiten“.